# Ольшанское сельское поселение (Волгоградская область)
Ольша́нское се́льское поселе́ние — муниципальное образование в составе Урюпинского района Волгоградской области.
Административный центр — хутор Ольшанка.

## История
Ольшанское сельское поселение образовано 30 марта 2005 года в соответствии с Законом Волгоградской области № 1037-ОД.

## Население
| 2010  | 2012  | 2013  | 2014  | 2015  | 2016  | 2017  |
| ----- | ----- | ----- | ----- | ----- | ----- | ----- |
| 2717  | ↗2722 | ↘2695 | ↗2705 | ↘2665 | ↘2649 | ↗2672 |
| 2018  | 2019  | 2020  | 2021  |       |       |       |
| ↘2644 | ↘2628 | ↘2617 | ↘2563 |       |       |       |

## Состав сельского поселения
| № | Населённый пункт | Тип населённого пункта        | Население |
| - | ---------------- | ----------------------------- | --------- |
| 1 | Ольшанка         | хутор, административный центр | 1763      |
| 2 | Попов            | хутор                         | 954       |